# Baard (plaats)
Baard is een dorp in de gemeente Leeuwarden, in de Nederlandse provincie Friesland. Het dorp ligt ten zuidwesten van de stad Leeuwarden, tussen Mantgum en Winsum aan de Bolswardertrekvaart. 
In 2023 telde het dorp 195 inwoners. 

## Geschiedenis
Baard is ontstaan op een terp, een opgeworpen heuvel in het landschap. Eeuwenlang was het woonplek van het adellijke geslacht Dekema, en stond er een stins van deze familie. Het dorp was de hoofdplaats en naamgever van de grietenij Baarderadeel. De Bolswardertrekvaart was lang een belangrijke verbinding naar Oosterlittens, omdat alle handel over het water ging.
In de 14e eeuw werd de plaats vermeld als Bauwert, of Bawerth, in de 15e eeuw als Bawert, Bauwert en Baerdt. De plaatsnaam duidt waarschijnlijk op een bewoonde hoogte (werth) van de persoon Bavo.

## Geografie
Binnen het dorpsgebied ligt een klein stukje van de buurtschap De Hem. Tussen Baard en De Hem ligt de terp en voormalige buurtschap Faldens en ten zuiden lag de buurtschap Geleburen. De Baardersloot loopt van de Bolswardertrekvaart door het dorp naar de Jaanvaart.
Het dorp maakte deel uit van de gemeente Baarderadeel tot deze gemeente per 1 januari 1984 opging in de nieuwe gemeente Littenseradeel. Per 1 januari 2018 maakt Baard deel uit van de gemeente Leeuwarden.

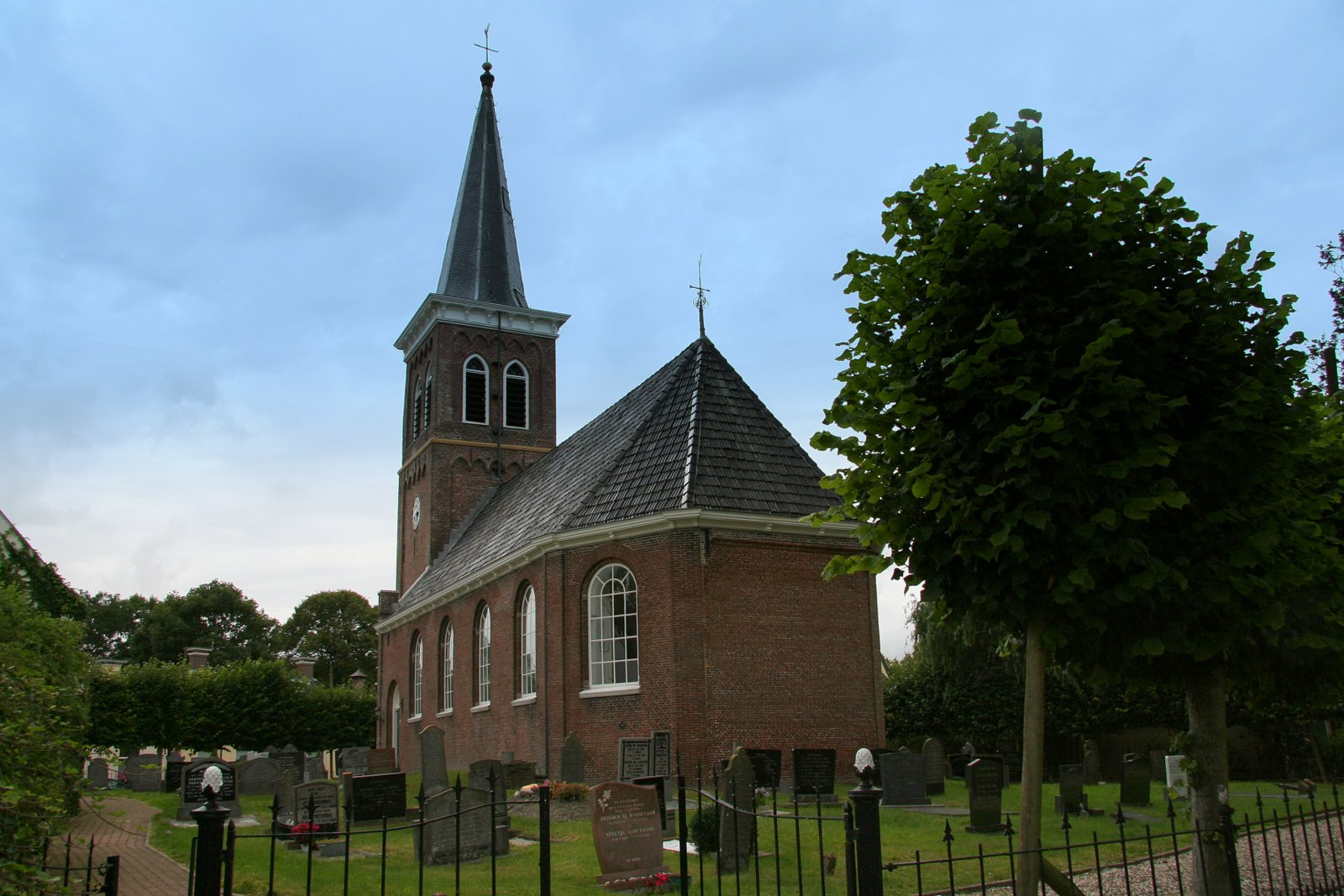
Hervormde kerk

## Kerken
De oudste kerk van het dorp is de Doopsgezinde kerk, deze stamt uit 1856 en verving een in 1786 gebouwde kerk. De kerk wordt niet meer voor diensten gebruikt. De andere kerk van het dorp is de Hervormde kerk, deze stamt uit 1876 en verving een oudere kerk.

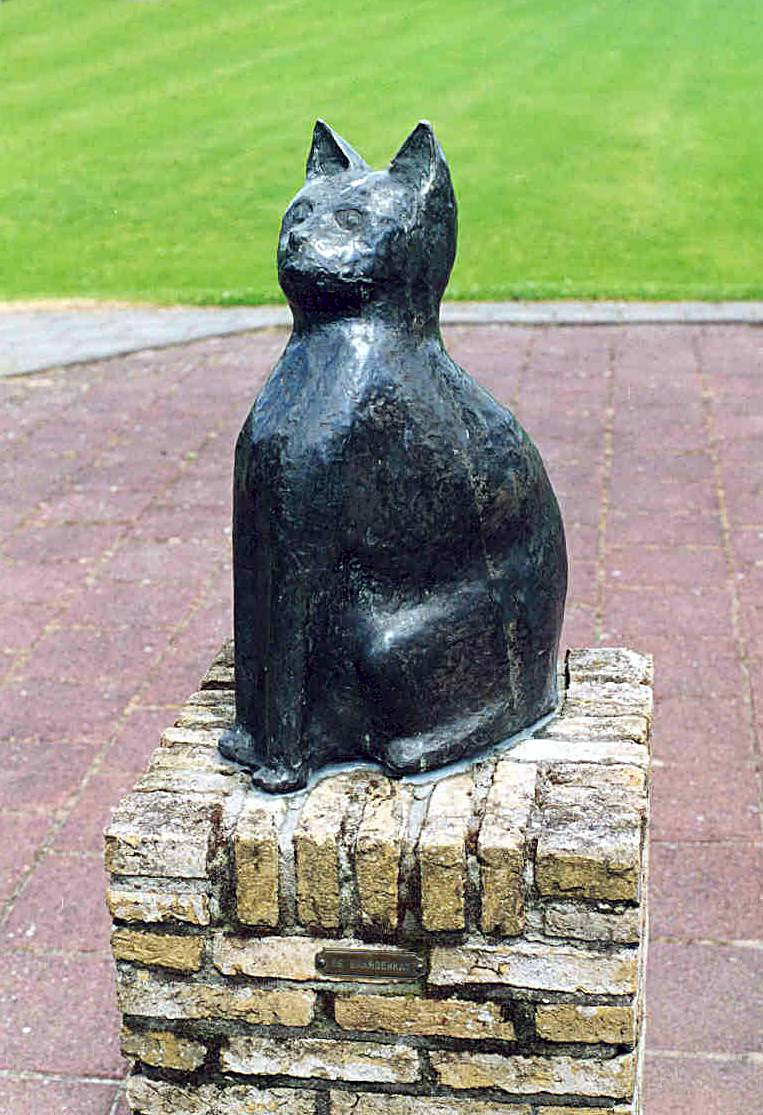
De Baarder Kat

## Bijnaam voor de inwoners
De bewoners van Baard worden "Baarder Katten" genoemd. De "honden" wonen in Lions. Ter ere van de Baarder Kat staat er een standbeeld van een kat in het midden van het dorp.

## Sport
Het dorp was het toneel van de eerste officiële polsstokverspringenwedstrijd. Op 24 augustus 1767 werd er gesprongen over de Bolswardertrekvaart. Het dorp heeft verder een kaatsvereniging, FK Baerd, biljartclub 'De Baarder Keu's' en klaverjasclub 'Krekt op tiid'.

## Cultuur
Het dorp heeft een toneelvereniging, 'In Goed Begjin'. Het café 'Café de Kater' doet tevens dienst als dorpshuis en om de drie maanden verschijnt de dorpskrant De Baarder Kat.

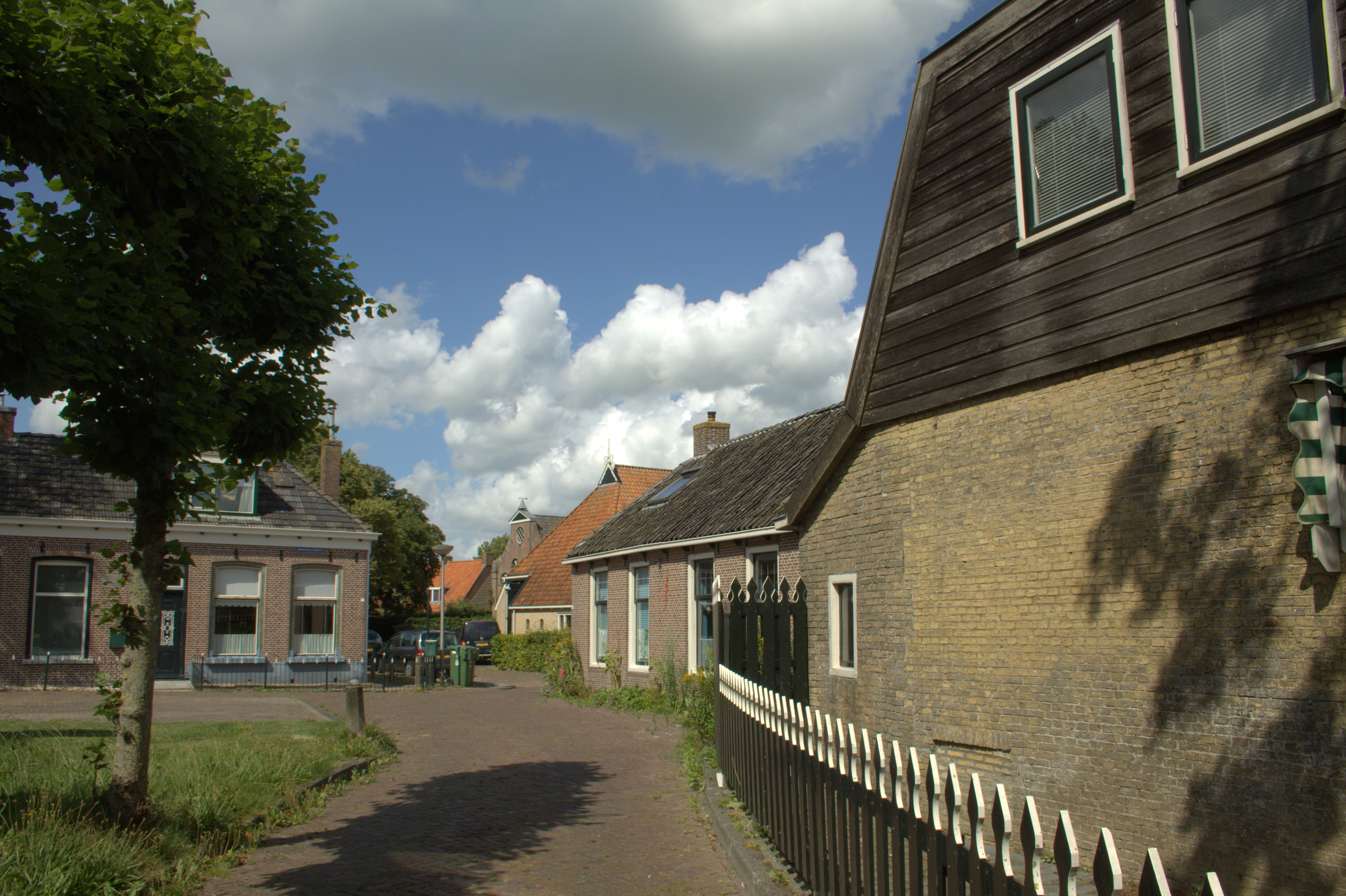
Dorpsbeeld

## Onderwijs
Het dorp heeft een basisschool, Regioskoalle De Greidefûgel, tot 2021 Jenaplanschool lbs 'De Stjelp'. De oprichting van De Greidefûgel is het resultaat van een samenwerking tussen de scholen van Baard en Jorwerd. Deze samenwerking kwam voort uit een gedeelde bezorgdheid over de toekomstige sluiting van de scholen, wat zou resulteren in een verlies van waardevolle onderwijsvoorzieningen voor de dorpen en de regio als geheel.
De Stjelp was vernoemd naar de boerderij die verplaatst is naar het Zuiderzeemuseum in Enkhuizen. Deze boerderij was een kleine stelpboerderij en werd in 1980 afgebroken en verplaatst naar het museum. Daar doet de boerderij dienst als huisvesting van een boerenleenbank.

## Bekende (ex-)inwoners
Harmen Sytstra was van 1852 tot 1864 schoolmeester op de basisschool van Baard. Hij was een Friese taalstrijder en ligt in het dorp begraven. Een andere bekende inwoner was de schaatsster Martha Wieringa.

### Geboren in Baard
- Juw Dekama (1449-1523), grietman

## Openbaar vervoer
- Streekbus 35: Sneek - Scharnegoutum - Bozum - Wieuwerd - Britswerd - Oosterlittens - Baard - Winsum - Welsrijp - Tzum - Franeker